# Josué Teófilo Wilkes
Josué Teófilo Wilkes y Blanco (* 8. Januar 1883 in Buenos Aires; † 10. Januar 1968 ebenda) war ein argentinischer Komponist.

## Leben
Wilkes studierte am Konservatorium von Buenos Aires Harmonielehre, Kontrapunkt und Komposition bei Alberto Williams, Cello bei Charles Marchal sowie Gesang. 1905 gewann er den Europa-Preis der Academia Nacional de Bellas Artes. Er besuchte 1908 Deutschland, lebte einige Zeit in Sankt Petersburg und war schließlich an der Schola Cantorum in Paris Schüler von Vincent d’Indy. Er reiste dann durch Italien und Spanien und lebte nach seiner Rückkehr als Komponist in Buenos Aires. Er komponierte Opern, sinfonische Werke und Kammermusik. Wissenschaftlich beschäftigte er sich mit argentinischer Volksmusik und veröffentlichte die Schrift Clasificación rítmica del cancionero criollo.

## Kompositionen
- El Horoscopo, Oper, 1927
- Por el Cetro y la Corona, Oper, 1924
- Nuit Persane, komische Oper, 1920
- La Cautiv, Oratorium
- Humahuaca, sinfonische Dichtung